# Orthoraphium
Orthoraphium é um género monótipo de plantas com flores pertencentes à família Poaceae. A sua única espécie é Orthoraphium roylei.
A sua distribuição nativa vai dos Himalaias ao Japão.